# 短波帯
短波帯（）とは、総務省令の無線局運用規則第2条第1項第5号が定義する、「4,000kHzから26,175kHzまでの周波数帯」の電波である。無線工学で言う短波（HF、3 - 30MHz）の大部分を占める。
この周波数帯においては、電離層での反射（上空波）を利用する通信が主である。 混信や雑音が多いうえに送受できる情報量が小さく回線品質は良くないが、両端末の設備だけで数千kmの通信が行えるので、衛星通信や海底同軸ケーブルが出現するまでは大陸間通信にも多用された。
船舶・航空機などの移動体遠距離通信でも衛星回線が多くなってきたが、航行安全のための全地球的な短波通信網は今なお重要である。またBCL（国際放送受信）やアマチュア無線などで、個人が直接利用できる遠距離通信媒体でもある。
以上の利用形態を根拠に設けられた電波行政上の区分が短波帯である。なおHFのうち3 - 4,000kHzでは中波と同様に、大地に沿って伝播する地表波の利用が主体なので、同第4号が規定する中短波帯の一部となっている。また上限の26,175kHzより上は超短波と同様に、電離層伝播を前提としない通信が多いため、短波帯には含めていない（超短波#電波行政における超短波と短波の区分）。